# Янчук Володимир Васильович
Володимир Васильович Янчук (16 червня 1956, м. Київ, Української РСР — 26 червня 1999) — український вчений-аграрник та викладач, доцент кафедри трудового, земельного і екологічного права юридичного факультету Київського Державного Університету імені Тараса Шевченка, завідувач кафедри аграрного та екологічного права в Інституті післядипломної освіти керівників і спеціалістів АПК.
Народився в родині видатного українського вченого Янчука Василя Зіновійовича.

## Освіта
1979 закінчив юридичний факультет Київського Державного університету. 1979-82 навчався в аспірантурі Одеського університету ім. І.І. Мечникова.
В 1982 році захистив дисертацію на здобуття вченого ступеня кандидата юридичних наук на тему «Правовой режим пахотних угодий (на материалах Украинской ССР)». Досліджував питання аграрного, земельного та природоресурсного права.

## Трудові здобутки
Працював:
асистентом кафедри в Одеському університеті імені І.І. Мечникова,
головним консультантом у районному агропромисловому об’єднанні Києво-Святошинського району Київської області,
викладачем в Українській сільськогосподарській академії,
викладачем Інститут аграрної економіки імені Шліхтера,
очолював кафедру аграрного та екологічного права в Інституті післядипломної освіти керівників і спеціалістів АПК.
З 1994 працював доцентом кафедри трудового, земельного і екологічного права юридичного факультету Київського національного університету імені Тараса Шевченка.
Викладав нормативні і спеціальні курси: «Земельне право», «Аграрне право», «Юридичний захист прав суб’єктів земельних відносин».

## Законотворча робота
Брав участь у законотворчій роботі, зокрема у підготовці проекту Закону «Про колективне сільськогосподарське підприємство», який за рекомендацією Кабінету Міністрів України був прийнятий Верховною Радою України 14 лютого 1992 р.

## Основні праці
- Правовое обеспечение внедрения интенсивных технологий в растениеводство. К., 1990;
- Аграрне право України. К., 1996, 1999 (у співавт.),
- Кооперативне право. К., 1998 (у співавт.),
- Аграрне законодавство України. К., 1996, 1997 (у співавт.),
- Законодавство України про земельні ділянки. К., 1997 (у співавт.).

Відзначений в друкованих джерелах: 
Вчені-юристи України. Довідник. К., 1998;
Момент істини. Літопис кафедри трудового, земельного і екологічного права. К., 2007.

## Родина
Володимир — батько трьох синів: Богдана, Антона та Андрія.
Має сестру Янчук (Грущинську) Ірину Василівну з двома племінниками  Андрієм та Ярославом (загинув 08.06.2022 в боях з РФ під Сєвєродонецьком Луганської області)..